# Borský Mikuláš
Borský Mikuláš este o comună slovacă, aflată în districtul Senica din regiunea Trnava. Localitatea se află la altitudinea de 197 m deasupra n.m., se întinde pe o suprafață de 49,98 km2 și în 2017 număra 3.994 de locuitori.

## Istoric
Localitatea Borský Mikuláš este atestată documentar din 1394.

## Demografie
| An:                | 1994 | 2004   | 2014   | 2024   |
| ------------------ | ---- | ------ | ------ | ------ |
| Număr de persoane: | 3826 | 3879   | 3937   | 4002   |
| Diferență:         |      | +1,38% | +1,49% | +1,65% |

| An:                | 2023 | 2024   |
| ------------------ | ---- | ------ |
| Număr de persoane: | 4020 | 4002   |
| Diferență:         |      | −0,44% |